# Novatek
Novatek (Russisch: ОАО Новатэк) is de grootste onafhankelijke producent van aardgas in Rusland. Het staatsbedrijf Gazprom is veruit de grootste Russische producent. In 1994 werd het bedrijf opgericht als OAO FIK Novafininvest. Het hoofdkantoor staat in de belangrijke gasprovincie Jamalië in West-Siberië.

## Activiteiten
Novatek is de op een na grootste producent van aardgas in Rusland, na Gazprom. In 2018 nam Novatek zo’n 9% van de totale Russische gasproductie voor zijn rekening, maar het aandeel in de binnenlandse gasverkopen ligt hoger. Gazprom is de enige die gas mag exporteren waardoor Novatek volledig op de binnenlandse markt is aangewezen. Voor het aardgascondensaat geldt deze verplichting niet. De binnenlandse gasverkopen vertegenwoordigden zo’n twee derde van de totale omzet en de rest wordt voornamelijk behaald door de export van aardgascondensaat en daaraan gerelateerde producten. 
Voor het project Yamal LNG heeft Novatek wel een exportvergunning gekregen. In december 2017 is de productie van Yamal LNG van start gegaan en is de eerste gastanker geladen. Het gasveld bij dit project levert ruim 27 miljard m³ aardgas en 1 miljoen ton condensaat per jaar. Alle installaties zijn in 2019 opgeleverd en in gebruik.
Novatek wil een tweede vloeibaargasinstallatie bouwen, Arctic LNG 2. Deze krijgt een capaciteit van 19,8 miljoen ton lng per jaar. Het aardgas komt uit het Utrenneyeveld, dit veld ligt op het schiereiland Gyda op zo'n 70 kilometer afstand van Yamal. Het project vergt een investering van US$ 20 miljard en zal rond 2023 in productie komen.
In 2018 produceerde Novatek 69 miljard m³ aardgas, een ruimschootse verdubbeling ten opzichte van de 25 miljard m3 die in 2005 werd geproduceerd. Per eind 2018 waren de gasreserves voldoende groot om het huidige productieniveau nog 29 jaar lang te continueren. In 2018 werd verder zo’n 12 miljoen ton aan condensaat aan de velden onttrokken. De velden van Novatek liggen ver van de bevolkingscentra en het gas moet over lange afstanden via pijplijn, trein of zeetanker worden vervoerd. Transportkosten maken ongeveer een vijfde van de totale bedrijfskosten uit. Per eind 2018 had het bedrijf 13.694 werknemers in dienst.

### Resultaten
Novatek produceert ongeveer 10% van al het gas in Rusland en kan het alleen op de binnenlandse markt afzetten. De gasprijs wordt vastgesteld door de Russische regering en is laag in vergelijking tot Europese prijzen. De overheid verhoogt jaarlijks stapsgewijs de prijs om het verschil te verkleinen. Deze trend wordt gereflecteerd in de stijgende gemiddelde opbrengstprijs die Novatek weet te realiseren. De sterke stijging van de gasproductie in 2011 was vooral het gevolg van een hogere productie in twee gasvelden, Yurkharovsgoj en Oost-Tarkosalinsgoj, en een groter aandelenbelang in Sibneftegas vanaf december 2010. Yurkharovsgoj is veruit het grootste gasveld van Novatek en kwam in handen na de overname van Yurkharovneftegas. 
De hoge winst in 2011 was mede het gevolg van de verkoop van een belang van 20% in Yamal LNG aan de Franse energiemaatschappij Total S.A. in oktober. Deze transactie leverde een nettowinst op van 63 miljard roebel. In januari 2014 verkocht Novatek weer een aandeel van 20% in Yamal LNG aan het Chinese bedrijf CNPC. In maart 2016 verkocht Novatek nog eens 9,9% van de aandelen in het Yamal LNG project aan het China’s Silk Road Fund voor ongeveer US$ 1,2 miljard. De verkoop leidde tot een buitengewone winst van 58 miljard roebel in 2016. Novatek heeft nu 50,1% van de aandelen in het project in handen en verdere verkopen worden niet verwacht.
De extreem hoge winst in 2019 was het resultaat van de verkoop van een belang van 40% in Arctic LNG 2 aan diverse partijen. In maart 2019 kocht het Franse Total een belang van 10% in het project. Een maand later namen de Chinese bedrijven CNOOC en een dochteronderneming van China National Petroleum Corporation (CNPC) ook allebei een belang van 10%. In juli volgde de verkoop van nog eens 10% aan Japan Arctic LNG B.V., een joint venture van Mitsui en het staatsbedrijf Japan Oil, Gas and Metals National Corp (JOGMEC). In de Nederlandse besloten vennootschap heeft Mitsui 75% van de aandelen en JOGMEC de rest. Dit alles leverde een totale winst vóór belastingen op van 683 miljard roebel inclusief nog enkele kleinere transacties.
| Jaar | Omzet (× miljoen) | Nettoresultaat (× miljoen) | Bewezen aardgasreserves (× miljarden m³) | Aardgasproductie (× miljarden m³) | LNG productie aandeel Novatek (× miljoen ton) |
| ---- | ----------------- | -------------------------- | ---------------------------------------- | --------------------------------- | --------------------------------------------- |
| 2006 | 49.373            | 14.007                     | 651                                      | 30,3                              |                                               |
| 2007 | 62.370            | 18.728                     | 653                                      | 32,1                              |                                               |
| 2008 | 79.358            | 22.927                     | 690                                      | 33,2                              |                                               |
| 2009 | 90.007            | 25.722                     | 967                                      | 32,9                              |                                               |
| 2010 | 117.165           | 40.278                     | 1144                                     | 37,1                              |                                               |
| 2011 | 175.273           | 119.291                    | 1321                                     | 53,7                              |                                               |
| 2012 | 210.973           | 69.441                     | 1758                                     | 58,9                              |                                               |
| 2013 | 298.158           | 109.945                    | 1740                                     | 62,2                              |                                               |
| 2014 | 357.643           | 36.915                     | 1747                                     | 62,1                              |                                               |
| 2015 | 475.325           | 74.119                     | 1775                                     | 67,9                              |                                               |
| 2016 | 537.472           | 265.073                    | 1755                                     | 66,1                              |                                               |
| 2017 | 583.186           | 166.470                    | 2098                                     | 63,4                              | 0,2                                           |
| 2018 | 831.758           | 182.947                    | 2177                                     | 68,8                              | 5,1                                           |
| 2019 | 862.803           | 883.461                    | 2234                                     | 74,7                              | 11,2                                          |
| 2020 | 711.812           | 78.586                     | 2244                                     | 77,4                              | 11,6                                          |
| 2021 | 1.156.724         | 451.621                    | 2261                                     | 79,9                              | 12,2                                          |
| 2022 |                   |                            | 2431                                     | 82,1                              | 11,9                                          |
| 2023 | 1.371.508         | 469.487                    | 2432                                     | 82,4                              | 12,4                                          |
| 2024 | 1.545.851         | 500.211                    |                                          |                                   |                                               |

## Geschiedenis
Na het uiteenvallen van de Sovjet-Unie was er meer ruimte voor particulier ondernemerschap. In augustus 1994 werd OAO FIK Novafininvest opgericht. Deze maatschappij heeft tot doel het vinden, produceren en verkopen van olie en gas. Door middel van diverse overnames waaronder Purneftegasgeologiya, Tarkosaleneftegas, Khancheyneftegas en Yurkharovneftegas kreeg men toegang tot aantrekkelijke gebieden met gasreserves. Deze velden liggen vooral in het noordelijke autonome district Jamalië waar het overgrote deel van de Russische gasreserves zijn geconcentreerd. Novatek werd een belangrijke onafhankelijke producent van aardgas.
In 2003 werd de naam gewijzigd in Novatek. De focus kwam volledig op aardgas te liggen en andere belangen op het gebied van pijptransport en bouwactiviteiten voor de energiesector werden afgestoten.
Medio 2005 werd de gasbehandelingsinstallatie Poerovski in gebruik genomen. De fabriek ligt op 140 kilometer ten zuiden van Novy Oerengoj. Bij de productie van aardgas komt condensaat vrij en dit wordt bewerkt in deze installatie alvorens het wordt geëxporteerd via de haven van Vitino aan de Witte Zee. Na een forse uitbreiding in 2008 kan de fabriek per jaar 5 miljoen ton condensaat verwerken en in 2018 lag de capaciteit op 12 miljoen ton. In juli 2005 wordt 19% van de aandelen beursgenoteerd aan de London Stock Exchange.
In 2009 nam Novatek een belang van 51% in OAO Yamal LNG. Yamal LNG mag het grote gasveld Joezjno-Tambeyskoye ontwikkelen. Om het gas bij de klant te krijgen wordt het gas vloeibaar gemaakt en als lng met gastankers vervoerd. In september 2011 kocht Novatek de rest van de aandelen in Yamal LNG. In 2013 is begonnen met de aanleg van de lng-installaties en een exporthaven bij Sebatta aan de oostkust van het schiereiland Jamal. Gazprom heeft het alleenrecht om gas te exporteren uit Rusland, maar de Russische regering maakt voor deze faciliteit een uitzondering. In december 2017 vertrok de eerste tanker met vloeibaar gas uit Sabetta (сабетта).
In december 2010 kocht Novatek voor 27 miljard roebel een belang van 51% in Sibneftegas van Gazprombank. Sibneftegas heeft diverse gaslicenties in Jamalië en produceerde ongeveer 10 miljard m3 gas in 2010.
In Oest-Loega heeft Novatek een raffinaderij gebouwd waar vanaf eind 2012 per jaar zes miljoen ton condensaat wordt omgezet in lichte brandstoffen als nafta, kerosine en diesel. De grondstoffen wordt per trein aangevoerd van de gasbehandelingsinstallatie Poerovski en de eindproducten gaan in zeetankers naar de buitenlandse afnemers. Na de ingebruikname van de installatie is de export via Vitino gestaakt.
Een van de nieuwste Europese sancties tegen Rusland, een verbod op de overslag van vloeibaar aardgas in Europese havens, gaat in op 26 maart 2025.  Novatek gebruikt enkele Europese havens, waaronder de terminal van Fluxys in Zeebrugge, als tussenstop voor de export naar klanten in Azië. De overslag zal voortaan in Rusland gebeuren.
Acron ·
Aeroflot ·
AFK Sistema ·
ALROSA ·
Bashneft ·
Beurs van Moskou ·
DIXY ·
FGC UES ·
FosAgro ·
Gazprom ·
Inter RAO UES ·
LSR Group ·
LUKOIL ·
Magnit ·
Mechel ·
MegaFon ·
MMK ·
Mosenergo ·
MTS ·
M.video ·
Moskou Credit Bank ·
Norilsk Nikkel ·
Novatek ·
Novolipetsk Steel ·
Oeralkali ·
PIK Group ·
Polymetal ·
Polyus ·
Rosneft ·
Rosseti ·
Rostelecom ·
RusHydro ·
Rusagro ·
Rusal ·
Sberbank ·
Severstal ·
Soergoetneftegaz ·
Tatneft ·
TMK ·
Transneft ·
VTB bank ·
Unipro ·
United Wagon Company ·
Yandex ·
Zeehandelshaven van Novorossiejsk
Aeroflot ·
FGC UES ·
Gazprom ·
Gazprom neft ·
Inter RAO UES ·
LUKOIL ·
Magnit ·
Mechel ·
MMK ·
Mosenergo ·
MTS ·
MRSK Holding ·
Norilsk Nikkel ·
Novatek ·
Novolipetsk Steel ·
Oeralkali ·
OGK-3 ·
Raspadskaya ·
Rosneft ·
Rostelecom ·
RUSAL ·
RusHydro ·
Sberbank ·
Severstal ·
Soergoetneftegaz ·
Tatneft ·
Transneft ·
VTB bank